# Ilke Wyludda
Ilke Wyludda (ur. 28 marca 1969 w Lipsku, zm. 1 grudnia 2024 w Halle) – wschodnioniemiecka dyskobolka. Była mistrzynią olimpijską z XXVI Letnich Igrzysk Olimpijskich Atlanta 1996, była też uczestniczką XXV Letnich Igrzysk Olimpijskich Barcelona 1992 i XXVII Letnich Igrzysk Olimpijskich Sydney 2000. 
Jej rekord życiowy 74,56 m]jest drugim najlepszym wynikiem w historii tej konkurencji (ex aequo ze Zdeňką Šilhavą). Jest również rekordzistką świata juniorek w rzucie dyskiem (z rezultatem 74,40 m).
W styczniu 2011 roku z powodu zagrożenia sepsą byłej sportsmence amputowano część nogi.